# ESO 137-001
ESO 137-001是一個位於南三角座的棒旋星系 ，是矩尺座星系團（即阿貝爾3627，Abell 3627）的成員星系。因為ESO 137-001向星系團中心移動，其內的高溫氣體被剝離，並產生長度26萬光年的尾部。觀測資料顯示在尾部有恆星形成活動。

## 演化狀態
氣體從ESO 137-001剝離現象被認為對星系的演化有明顯影響，尤其是使低溫氣體被剝離，造成星系內新恆星形成率下降。並且星系的內螺旋臂和核球形狀也因為恆星形成率下降而變化。

## 外部連結
- NASA gallery: ESO 137-001（页面存档备份，存于）
- Cornell University: The Flying Spaghetti Monster: Impact of magnetic fields on ram pressure stripping in disk galaxies（页面存档备份，存于）